# 荒草殘雪
是一部2023年土耳其语剧情片，由努瑞·貝其·錫蘭执导。该片由丹尼茲斯·利洛魯、米尔维·迪兹达尔和穆薩布·艾基治主演，讲述了一名在安纳托利亚东部农村工作的教师在被指控虐待学生后希望搬到伊斯坦布尔的故事。该片在2023年戛纳电影节主竞赛单元首映，迪兹达尔获得最佳女主角奖。该片被选为第96届奥斯卡金像奖最佳國際影片獎的土耳其参赛作品。 